# Kulturbryggan
Kulturbryggan був урядовим комітетом у Швеції, який з 2010 року по 30 вересня 2015 року працював над дослідженням альтернативних і креативних шляхів забезпечення фінансування культурних проєктів. Водночас вони будуть розподіляти 25 мільйонів шведських крон щорічно на нові культурні проєкти в пробній експлуатації. Комітет представив свій остаточний звіт про створення культурного мосту СОУ 2012:16 30 березня 2012 р., але дослідну експлуатацію було продовжено кількома додатковими директивами до 31 вересня 2015 р.
Головою комітету призначено Бо-Еріка Гіберга.

## Фон
До 2009 року певне фінансування інноваційних культурних проєктів відбувалося коштом фонду Framtidens kultur, якому було надано трохи понад 500 мільйонів шведських крон під час ліквідації та розподілу фондів Löntagar у 1994 році. З поповненням від повернення культура Framtiden розповсюдила близько 900 мільйонів за час свого існування. Уряд Райнфельдта вирішив створити Kulturbryggan, щоб дослідити майбутнє фінансування та розподілити 50 мільйонів шведських крон на підтримку художників протягом двох років у 2011 та 2012 роках. Для того, щоб взяти участь у фондах, заявник повинен був організувати приватне співфінансування проєкту. Амбіція комітету полягала в тому, щоб заснувати культурний фонд, який збирав би кошти від приватних акторів.
У своїй остаточній доповіді «Щодо культурного мосту СОУ 2012:16» комітет запропонував у 2013 році трансформувати цю діяльність в орган. До ухвалення остаточного рішення судова діяльність комітету неодноразово продовжувалася до 31 грудня 2015 року, коли уряд на засіданні 19 березня 2015 року ухвалив рішення про припинення повноважень комітету щодо здійснення грантової діяльності 31 грудня 2015 року. Натомість експериментальна діяльність у Kulturbryggan буде класифікована як орган ухвалення рішень під керівництвом Ради художників.